# Paincourtville
Paincourtville ist eine Siedlung auf gemeindefreiem Gebiet im Assumption Parish im US-amerikanischen Bundesstaat Louisiana. Zu statistischen Zwecken ist der Ort zu einem Census-designated place (CDP) zusammengefasst worden. Das U.S. Census Bureau hat bei der Volkszählung 2020 eine Einwohnerzahl von 857 ermittelt.

## Geografie
Paincourtville liegt im mittleren Südosten Louisianas, am westlichen Ufer des Bayou Lafourche, einem früheren Mündungsarm des Mississippi. Die geografischen Koordinaten von Paincourtville sind 29°59′25″ nördlicher Breite und 91°03′18″ westlicher Länge. Der Ort erstreckt sich über eine Fläche von 1,7 km².
Benachbarte Orte von Paincourtville sind Belle Rose (am nördlichen Ortsrand) und Plattenville (3,5 km östlich), die beide ebenfalls am Bayou Lafourche liegen.
Die nächstgelegenen größeren Städte sind Louisianas Hauptstadt Baton Rouge (75,7 km nördlich), Louisianas größte Stadt New Orleans (110 km östlich) und Lafayette (148 km westnordwestlich).

## Verkehr
Der am Bayou Lafourche entlangführende Louisiana Highway 1 ist die Hauptstraße von Paincourtville. Den nördlichen Ortsrand bildet der den Bayou Lafourche querende Louisiana Highway 70. Alle weiteren Straßen sind untergeordnete Landstraßen, teils unbefestigte Fahrwege sowie innerstädtische Verbindungsstraßen.
Die nächsten Flughäfen sind der Lafayette Regional Airport (149 km westnordwestlich), der Baton Rouge Metropolitan Airport (88,5 km nördlich) und der größere Louis Armstrong New Orleans International Airport (96,7 km östlich).

## Bevölkerung
Nach der Volkszählung im Jahr 2010 lebten in Paincourtville 911 Menschen in 346 Haushalten. Die Bevölkerungsdichte betrug 535,9 Einwohner pro Quadratkilometer. In den 346 Haushalten lebten statistisch je 2,63 Personen.
Ethnisch betrachtet setzte sich die Bevölkerung zusammen aus 63,6 Prozent Weißen, 35,3 Prozent Afroamerikanern, 0,1 Prozent amerikanischen Ureinwohnern, 0,3 Prozent Asiaten sowie 0,1 Prozent aus anderen ethnischen Gruppen; 0,5 Prozent stammten von zwei oder mehr Ethnien ab. Unabhängig von der ethnischen Zugehörigkeit waren 4,1 Prozent der Bevölkerung spanischer oder lateinamerikanischer Abstammung.
22,9 Prozent der Bevölkerung waren unter 18 Jahre alt, 61,8 Prozent waren zwischen 18 und 64 und 15,3 Prozent waren 65 Jahre oder älter. 52,9 Prozent der Bevölkerung war weiblich.
Das mittlere jährliche Einkommen eines Haushalts lag bei 37.015 USD. Das Pro-Kopf-Einkommen betrug 18.777 USD. 21,3 Prozent der Einwohner lebten unterhalb der Armutsgrenze.